# Herbaspirillum autotrophicum
Herbaspirillum autotrophicum es una bacteria gramnegativa del género Herbaspirillum. Fue descrita en el año 2004. Su etimología hace referencia a autoalimentarse. Anteriormente conocida como Aquaspirillum autotrophicum, que fue descrita en el año 1978. Es aerobia y móvil por 1-5 flagelos bipolares. Tiene un tamaño de 0,6-0,8 μm de ancho por 2-5 μm de largo. Temperatura óptima de crecimiento de 28 °C. Catalasa positiva. Se ha aislado de un lago en Suiza. 